# 2月16日
2月16日（にがつじゅうろくにち）は、グレゴリオ暦で年始から47日目にあたり、年末まであと318日（閏年では319日）ある。

## できごと
- 901年（延喜元年1月25日） - 菅原道真が大宰府へ向けて出発する。
- 1665年（寛文5年1月1日） - 落雷により大坂城の天守閣が炎上。
- 1742年 - ウィルミントン伯スペンサー・コンプトンがイギリスの首相に就任。
- 1791年 - フランス国民議会が独占排他的な商工業組合（ギルド）の廃止を宣言。
- 1804年 - 第一次バーバリ戦争: アメリカ海軍のスティーブン・ディケーターがトリポリ軍を奇襲し、拿捕されたフィラデルフィアを破壊。
- 1883年 - 東京気象台がドイツ人の気象学者エリヴィン・クニッピングの指導の下、日本初の天気図を作成[1]。
- 1900年 - 北海道拓殖銀行が特殊銀行として設立。
- 1918年 - ロシア帝国領となっていたリトアニアで、リトアニア協議会（英語版）が独立を宣言。リトアニア王国が成立。
- 1923年 - ハワード・カーターがツタンカーメンの墓を開ける[2]。
- 1936年 - スペイン総選挙で、人民戦線派が圧勝し、社会主義連合政権が成立。
- 1937年 - ウォーレス・カロザースがナイロンの特許を取得。
- 1940年 - 第二次世界大戦: アルトマルク号事件が発生。
- 1942年 - バンカ島事件。
- 1944年 - アルゼンチンでフアン・ペロン大佐がクーデター。
- 1945年 - 第二次世界大戦・太平洋戦争・日本本土空襲: アメリカ軍機1,200機が関東各地を攻撃。以降、空襲が激化する。
- 1948年 - 「当用漢字別表」（教育漢字）881字と「当用漢字音訓表」（当用漢字1850字の漢字の読み方を制限）を内閣告示。
- 1949年 - 第3次吉田茂内閣が発足。
- 1949年 - 日本社会人野球協会が発足。
- 1949年 - 山梨県小立村で火災が発生して約300戸が焼失[3]。
- 1953年 - インドのジャワハルラール・ネルー首相が連邦議会で、米ソ二大陣営のどちらにも属さない「第三世界」の結集を訴える。
- 1958年 - 滄浪号ハイジャック事件発生。
- 1959年 - キューバ首相に革命軍のカストロが就任。
- 1961年 - NASAが大気密度測定衛星「エクスプローラー9号」を打ち上げ。
- 1961年 - 長野県栄村青倉にて雪崩が発生。家屋4戸が全壊して11人が死亡、3人軽傷[4]。
- 1962年 - 南ベトナム解放民族戦線が第1回代表大会を開催。
- 1971年 - 東大宇宙航空研が試験衛星「たんせい」を打上げ。
- 1974年 - 東大宇宙航空研が試験衛星「たんせい2号」を打上げ。
- 1976年 - 衆議院予算委員会で、ロッキード事件の証人喚問を開始。証人喚問の場に立った国際興業創業者で同社社主（当時）の小佐野賢治が発した「記憶にございません」が流行語に。
- 1977年 - 日米繊維協定の対米輸出規制枠の全廃に合意し、事実上完全自由化。
- 1978年 - 北京で日中長期貿易取り決めに調印。
- 1978年 - 宇宙開発事業団が電離層観測衛星「うめ2号」を打上げ。
- 1978年 - シカゴで世界初の電子掲示板システム「CBBS」が作られる。
- 1983年 - 1983年オーストラリア森林火災。
- 1989年 - 貨物船ジャグ・ドゥート爆発事件が発生[5]。
- 1996年 - 薬害エイズ事件で菅直人厚生大臣が謝罪会見。
- 1998年 - チャイナエアライン676便墜落事故。
- 2002年 - ソルトレイクシティオリンピックのスピードスケート男子ショートトラックでオーストラリア代表のスティーブン・ブラッドバリー選手が金メダルを獲得し、南半球初の冬季五輪金メダリストがでる。
- 2005年 - 京都議定書が発効[6]。地球温暖化の主原因物質である二酸化炭素の排出量を削減することを先進国に義務付け。
- 2006年 - 神戸空港開港[7]。
- 2024年 - ロシアの刑務所当局が、北極圏の刑務所で収監中の著名な政治活動家アレクセイ・ナワリヌイの死亡を発表[8]。

## 誕生日
- 1222年 - 日蓮、日蓮宗宗祖
- 1519年 - ガスパール・ド・コリニー、軍人（+ 1572年）
- 1543年（天文12年1月13日） - 狩野永徳、狩野派絵師（+ 1590年）
- 1556年（弘治2年1月6日） - 藤堂高虎、戦国武将、津藩主（+ 1630年）
- 1592年（天正20年1月4日） - 松平忠輝、高田藩主（+ 1683年）
- 1620年 - フリードリヒ・ヴィルヘルム、ブランデンブルク選帝侯（+ 1688年）
- 1685年（貞享2年1月13日） - 水野勝政、結城藩主（+ 1745年）
- 1698年 - ピエール・ブーゲ、数学者、天文学者（+ 1758年）
- 1763年（宝暦13年1月4日） - 伊達村寿、宇和島藩主（+ 1836年）
- 1774年 - ピエール・ロード、ヴァイオリニスト、作曲家（+ 1830年）
- 1824年（文政7年1月17日） - 松平忠誠、島原藩主（+ 1847年）
- 1830年（文政13年1月23日） - 北条氏燕、平戸新田藩主（+ 1891年）
- 1831年 - ニコライ・レスコフ、作家（+ 1895年）
- 1832年（天保3年1月15日） - 松浦脩、平戸新田藩主（+ 1906年）
- 1834年 - エルンスト・ヘッケル、生物学者（+ 1919年）
- 1841年 - アルマン・ギヨマン、画家、版画家（+ 1927年）
- 1843年 - ヘンリー・リーランド、自動車技術者、キャデラック・リンカーン創業者（+ 1932年）
- 1848年 - ユーゴー・ド・フリース、植物学者、遺伝学者（+ 1935年）
- 1848年 - オクターヴ・ミルボー、作家、劇作家（+ 1917年）
- 1852年 - チャールズ・テイズ・ラッセル、宗教家（+ 1916年）
- 1866年 - ヨハン・シュトラウス3世、音楽家（+ 1939年）
- 1866年 - 斎藤秀三郎、英語学者（+ 1929年）
- 1878年 - 岡野貞一、作曲家（+ 1941年）
- 1878年 - セリム・パルムグレン、ピアニスト、作曲家（+ 1951年）
- 1880年 - 保井コノ、細胞学者（+ 1971年）
- 1884年 - ロバート・フラハティ、映画監督（+ 1951年）
- 1884年 - 安田靫彦、日本画家（+ 1978年）
- 1885年 - 黒崎定三、法制官僚、政治家（+ 1948年）
- 1893年 - フセボロド・プドフキン、映画監督（+ 1953年）
- 1893年 - ミハイル・トゥハチェフスキー、ソ連邦元帥（+ 1937年）
- 1894年 - 菅原通済、実業家（+ 1981年）
- 1896年 - 有沢広巳、経済学者（+ 1988年）
- 1896年 - アレクサンダー・ブライロフスキー、ピアニスト（+ 1976年）
- 1901年 - 島耕二、映画監督（+ 1986年）
- 1902年 - 真船豊、劇作家、小説家（+ 1977年）
- 1903年 - エドガー・バーゲン  (Edgar Bergen) 、俳優、腹話術師（+ 1978年）
- 1904年 - ジョージ・ケナン、外交官、政治学者（+ 2005年）
- 1904年 - ジェームズ・バスケット  (James Baskett) 、俳優（+ 1948年）
- 1909年 - 富士川英郎、ドイツ文学者（+ 2003年）
- 1911年 - 石野久男、政治家（+ 2007年）
- 1911年 - 千葉早智子、女優（+ 1993年）
- 1911年 - 佐山亮、俳優（+ 1945年）
- 1913年 - 中原淳一、挿絵画家、デザイナー（+ 1983年）
- 1914年 - 小林政夫、実業家、政治家（+ 2000年）
- 1916年 - 三上隆彦、洋画家（+ 1988年）
- 1919年 - 今井源衛、国文学者、九州大学名誉教授、梅光女学院大学名誉教授（+ 2004年）
- 1921年 - 華国鋒、政治家、元中国共産党中央委員会主席（+ 2008年）
- 1921年 - 三鬼彰、実業家、元新日本製鐵会長（+ 2000年）
- 1921年 - ヴェラ＝エレン、女優（+ 1981年）
- 1921年 - 天津敏、俳優（+ 1979年）
- 1924年 - 平泉洸、歴史学者（+ 1995年）
- 1925年 - 冨田弘一郎、天文学者（+ 2006年）
- 1926年 - 大沢紀三男、元プロ野球選手（+ 2003年）
- 1926年 - ジョン・シュレシンジャー、映画監督（+ 2003年）
- 1927年 - 岸旗江、女優 （+ 2008年）
- 1928年 - 中村正䡄、小説家（+ 2020年）
- 1929年 - ゲルハルト・ハナッピ、元サッカー選手（+ 1980年）
- 1930年 - 金原博、政治家（+ 2020年）
- 1931年 - 大谷羊太郎、推理作家（+ 2022年）
- 1931年 - 大岡信、詩人、批評家、芸大名誉教授（+ 2017年）
- 1931年 - 高倉健、俳優（+ 2014年）
- 1932年 - 岡部政明、声優
- 1932年 - 水上靜哉、元プロ野球選手
- 1932年 - アフマド・テジャン・カバー、シエラレオネ大統領（+ 2014年）
- 1932年 - 大林喬任、政治家（+ 2006年）
- 1933年 - 岡本健一郎、元プロ野球選手
- 1933年 - 吉田喜重、映画監督（+ 2022年）
- 1934年 - 井上一郎、実業家、元光合金製作所社長
- 1934年 - 貝塚啓明、財政学者、東京大学名誉教授（+ 2016年）
- 1936年 - エリアフ・インバル、指揮者
- 1936年 - カロル・ディビン、フィギュアスケート選手
- 1936年 - 宮脇檀、建築家（+ 1998年）
- 1938年 - こまどり姉妹、歌手
- 1938年 - ジョン・コリリアーノ、作曲家
- 1938年 - 杉本英世、プロゴルファー
- 1940年 - リオン・ウェア、ミュージシャン（+ 2017年）
- 1942年 - 金正日、朝鮮労働党中央委員会総書記（+ 2011年）
- 1943年 - 舛方勝宏、実業家、元アナウンサー
- 1943年 - 三条魔子、元女優
- 1944年 - 杉田敏、実業家、英語教育者
- 1944年 - シギスヴァルト・クイケン、古楽器奏者、指揮者
- 1944年 - 岡崎トミ子、政治家、元アナウンサー（+ 2017年）
- 1945年 - 三好正則、政治家、元神奈川県大磯町長
- 1945年 - ジェレミー・ブロック、俳優（+ 2020年）
- 1945年 - 会田重雄、政治家、元埼玉県北葛飾郡松伏町長（+ 2017年）
- 1945年 - 逸見政孝、元フリーアナウンサー、タレント（+ 1993年）
- 1947年 - 大友寿郎、実業家、元アナウンサー
- 1947年 - 緒方憲吾、フリーアナウンサー
- 1948年 - 前田正博、陶芸家
- 1948年 - 林民生、有機化学者
- 1948年 - 魁傑將晃、大相撲大関、年寄17代放駒（+ 2014年）
- 1948年 - 大城一馬、政治家
- 1948年 - トロイ・エヴァンス、俳優、声優
- 1949年 - 加藤敏幸、政治家
- 1949年 - 清水誠一、政治家
- 1950年 - 友川かずき、歌手
- 1951年 - 多岐川裕美、女優
- 1952年 - 小縣方樹、実業家
- 1952年 - 亀田郁夫、政治家、元千葉県鴨川市長
- 1953年 - 高本裕迅、言語学者
- 1954年 - 山本おさむ、漫画家
- 1954年 - 加藤育男、政治家
- 1954年 - 田林憲治、映画プロデューサー
- 1954年 - イアン・バンクス、作家（+ 2013年）
- 1955年 - 岡本美登、俳優、スーツアクター
- 1955年 - 寺師茂樹、実業家
- 1955年 - 藤木三郎、プロゴルファー
- 1956年 - 中尾孝義、元プロ野球選手
- 1956年 - ジェームス・イングラム、歌手
- 1957年 - 藤本祐司、政治家
- 1958年 - 鈴木輝昭、作曲家
- 1958年 - 金田喜稔、元サッカー選手
- 1959年 - ジョン・マッケンロー、テニス選手
- 1960年 - 遠山光、漫画家
- 1960年 - チェリー・チェン、女優
- 1961年 - 小林朝夫、俳優
- 1961年 - 斉藤修、元アナウンサー
- 1962年 - 伊藤俊人、俳優（+ 2002年）
- 1964年 - 稲田秀樹、プロデューサー
- 1964年 - ワレンティナ・エゴロワ、陸上競技選手
- 1964年 - ベベット、元サッカー選手
- 1964年 - ラウ・チンワン、俳優
- 1966年 - 中村信仁、作家
- 1966年 - 奥寺佐渡子、脚本家
- 1966年 - 順風秀一、元プロ野球選手
- 1966年 - 宋津宇、元野球選手
- 1966年 - ニクラス・ゼンストローム、起業家
- 1967年 - 内海和子、タレント（元おニャン子クラブ）
- 1967年 - 川瀬裕子、アナウンサー
- 1967年 - レッドシューズ海野、レフェリー（新日本プロレス審判部長）
- 1968年 - 信達谷圭、俳優
- 1968年 - 重田みゆき、インプレッションマスター
- 1969年 - 東海林毅、サッカー指導者
- 1970年 - 立原麻衣、女優
- 1970年 - 中村由真、女優
- 1970年 - 西田尚美、女優
- 1970年 - 吉田勝利、実業家
- 1970年 - 中込伸、元プロ野球選手
- 1970年 - アンジェロ・ペルッツィ、元サッカー選手
- 1972年 - 土佐ノ海敏生、元大相撲力士、年寄13代立川
- 1972年 - 加瀬信行、俳優
- 1972年 - サラ・クラーク、女優
- 1973年 - 土屋智紀、調教助手、元騎手
- 1973年 - 青木久典、アマチュア野球指導者
- 1973年 - かわかみじゅんこ、漫画家
- 1973年 - キャシー・フリーマン、陸上競技選手
- 1975年 - 相川七瀬、歌手
- 1975年 - 中村俊介、俳優
- 1975年 - セバスチアン・コラシンスキー、フィギュアスケート選手
- 1976年 - オダギリジョー、俳優
- 1976年 - 京、ミュージシャン（Dir en grey）
- 1976年 - 高橋千恵美、管理栄養士、元長距離走選手
- 1976年 - HIRO柴田、プロ雀士
- 1977年 - 佐伯日菜子、女優
- 1977年 - 三原伊織奈、女優、声優、ナレーター
- 1977年 - 三戸大久、オペラ歌手
- 1978年 - 上田悦子、毎日放送アナウンサー
- 1979年 - 濱野千穂、柔道家
- 1979年 - 山田泰子、元アナウンサー
- 1979年 - エリック、アイドル、俳優（神話）
- 1979年 - バレンティーノ・ロッシ、オートバイレーサー
- 1980年 - 城谷歩、怪談師、俳優
- 1981年 - 寿里、俳優、ファッションモデル
- 1981年 - 石亀協子、ヴァイオリニスト
- 1981年 - 漣さや香、お笑いタレント（モエヤン）
- 1981年 - 高倉陵、お笑いタレント（三拍子）
- 1981年 - 小林優子、バスケットボール選手
- 1981年 - ロドリゴ宮本、元プロ野球選手
- 1981年 - 勅使河原由佳子、元アナウンサー
- 1981年 - セルジオ・ミトレ、プロ野球選手
- 1982年 - イ・ミンジョン、俳優
- 1981年 - テリ・マリー・ハリソン、プレイメイト
- 1983年 - 岡田亮輔、俳優
- 1983年 - 宮本晴代、ジャーナリスト、TBSテレビ報道記者
- 1983年 - アギネス・ディーン、ファッションモデル
- 1984年 - 片桐はづき、女優
- 1984年 - 五十嵐雄祐、騎手
- 1984年 - yumi、フルート奏者
- 1985年 - 菅崎あみ、タレント、モデル、女優（元C-ZONE）
- 1985年 - 森恵、シンガーソングライター
- 1985年 - 中澤雅人、元プロ野球選手
- 1985年 - 野崎陽介、元サッカー選手
- 1986年 - 国分れな、グラビアアイドル
- 1986年 - ジョーダン・レナートン、プロ野球選手
- 1987年 - 三浦涼介、俳優
- 1987年 - 香椎由宇、女優
- 1987年 - 佐伯美愛、グラビアアイドル
- 1987年 - 幾花にいろ、漫画家
- 1987年 - 山岡秀喜、長野朝日放送アナウンサー
- 1987年 - 谷岡慎一、フジテレビアナウンサー
- 1987年 - トム・ミローン、プロ野球選手
- 1987年 - 陶宇佳[9]、陸上競技選手
- 1988年 - 徳原恵梨、タレント
- 1989年 - ZORN、ラッパー
- 1988年 - 小御門千絵、アナウンサー
- 1988年 - 澤田京介、元プロボクサー、第74代日本バンタム級王者
- 1988年 - キム・スヒョン、俳優
- 1988年 - デニウソン・ペレイラ・ネヴェス、サッカー選手
- 1989年 - 金崎夢生、サッカー選手
- 1989年 - 八坂沙織、女優、アイドル（元SUPER☆GiRLS）
- 1989年 - エリザベス・オルセン、女優
- 1990年 - 入来茉里、タレント、女優
- 1990年 - 伊藤白馬、俳優
- 1990年 - 椿直、俳優
- 1990年 - 秋元美由、AV女優
- 1990年 - ザ・ウィークエンド、R&Bシンガー
- 1991年 - 大川咲也加、宗教家
- 1991年 - 鶴田浩之、起業家、エンジェル投資家
- 1991年 - アレクサンドラ・ド・リュクサンブール、ルクセンブルク大公女
- 1991年 - セルヒオ・カナレス、サッカー選手
- 1992年 - マルコ・ゴンザレス、プロ野球選手
- 1993年 - 寺本來可、声優
- 1993年 - 元木寛人、アナウンサー
- 1993年 - 源田壮亮、プロ野球選手
- 1993年 - 松原健、サッカー選手
- 1993年 - 伊佐嘉矩、十種競技選手
- 1993年 - わたなべるんるん、元お笑いタレント
- 1994年 - 伊澤彩織、女優、スタントパフォーマー
- 1994年 - 海老名翔太、俳優、声優
- 1994年 - 吉田侑樹、元プロ野球選手
- 1994年 - 王凱華[10]、陸上競技選手
- 1994年 - エイバ・マックス、シンガーソングライター
- 1994年 - フェデリコ・ベルナルデスキ、サッカー選手
- 1995年 - 松岡茉優、女優、タレント
- 1995年 - 小野寺紀帆、アナウンサー
- 1996年 - 小松菜奈、女優、ファッションモデル
- 1996年 - 永石拓海、サッカー選手
- 1996年 - 鈴木沙弥香、元ハンドボール選手
- 1997年 - 目黒蓮、アイドル（Snow Man）
- 1997年 - 茂木忍、YouTuber、元アイドル（元AKB48）
- 1997年 - 中山雄太、サッカー選手
- 1998年 - 本田夕歩、モデル、コスプレイヤー、YouTuber
- 1998年 - 鶴崎如菜[11]、モデル、レースクイーン
- 1999年 - 荻野由佳、アイドル（元NGT48）
- 1999年 - 小林ゆう、お笑い芸人
- 1999年 - 知野直人、プロ野球選手
- 1999年 - 三好佳介、バレーボール選手
- 1999年 - 奥澤レイナ、元アイドル（元3B junior、元KAGAJO☆4S）
- 2000年 - よよよちゃん、ものまねタレント、YouTuber
- 2003年 - 西島蓮汰、アイドル（OCTPATH、元TO1）
- 2003年 - 三原梓、陸上競技選手
- 2004年 - 仲村星虹、アイドル
- 2004年 - 角田南見、元バレーボール選手
- 2005年 - 野中恒亨 - 陸上競技選手
- 2008年 - 藤﨑ゆみあ、女優
- 生年不詳 - 鈴々木保香、女優、グラビアアイドル、ネットアイドル
- 生年不詳 - 成瀬瑛美[12]、アイドル（元でんぱ組.inc）
- 生年不詳 - 飯坂友佳子、漫画家
- 生年不詳 - 小橋もと子、漫画家
- 生年不詳 - 咲坂芽亜、漫画家
- 生年不詳 - 深沢かすみ、漫画家
- 生年不詳 - 河合紗希子、声優
- 生年不詳 - 高岡千紘、声優
- 生年不詳 - 吉岡麻耶、声優
- 生年不詳 - 大山和栄、漫画家（+ 2010年）

## 忌日

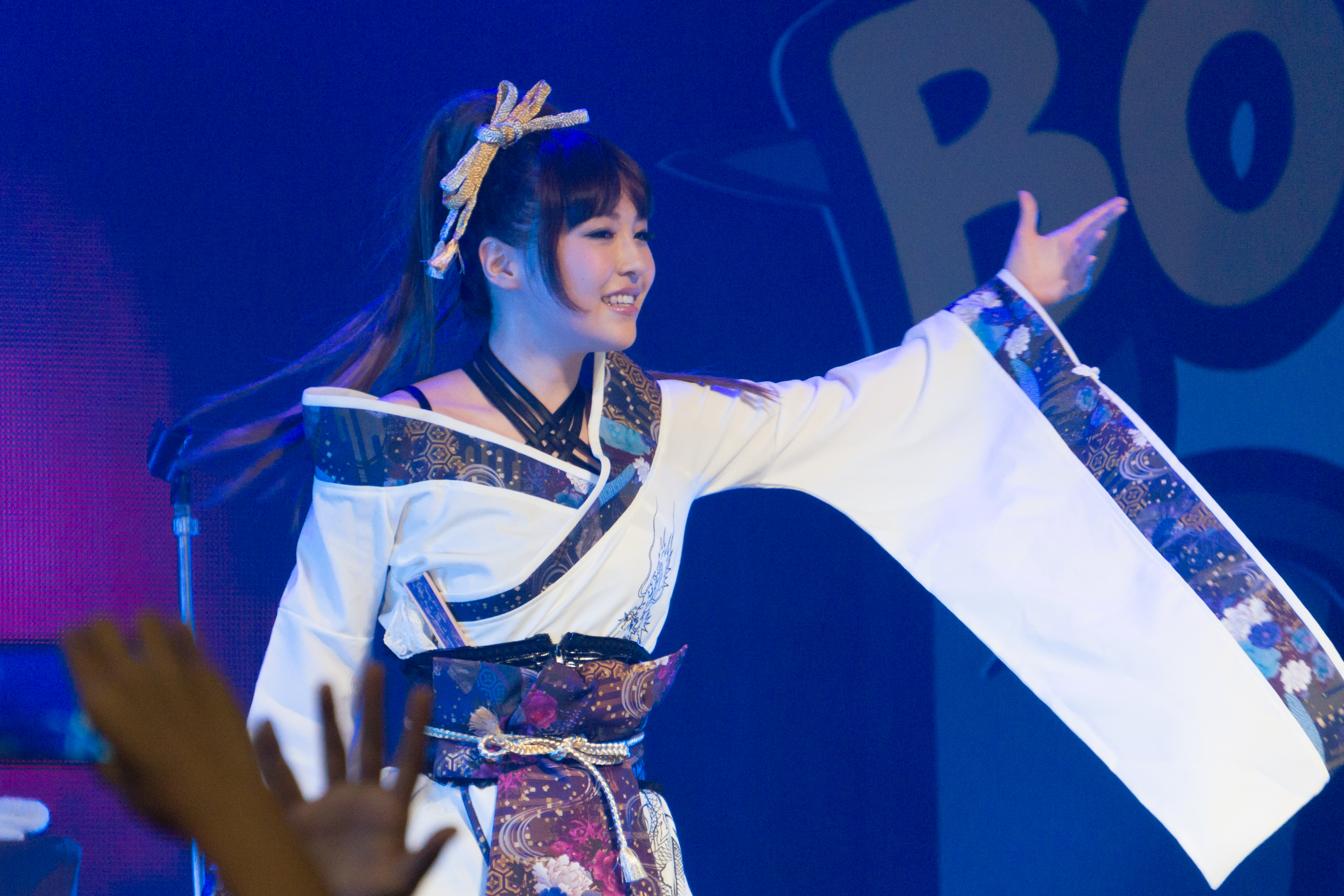
歌手、黒崎真音(1988-2023)没。

- 1247年 - ハインリヒ・ラスペ、神聖ローマ帝国の対立王（* 1204年）
- 1279年 - アフォンソ3世、ポルトガル王（* 1210年）
- 1390年 - ループレヒト1世、ライン宮中伯（* 1309年）
- 1391年 - ヨハネス5世パレオロゴス、東ローマ帝国皇帝（* 1332年）
- 1636年（寛永13年1月10日） - 徳姫、織田信長の長女、松平信康の正室（* 1559年）
- 1637年（寛永14年1月22日） - 雲光院（阿茶局）、徳川家康の側室（* 1555年）
- 1676年（延宝4年1月3日） - 井伊直澄、彦根藩主、江戸幕府大老（* 1625年）
- 1753年 - ジャコモ・ファッコ、作曲家、バイオリニスト（* 1676年）
- 1754年 - リチャード・ミード、医師（* 1673年）
- 1755年（宝暦5年1月6日） - 雨森芳洲、儒学者（* 1668年）
- 1761年 - イアサント・コラン・ド・ヴェルモン、画家（* 1693年）
- 1799年 - カール・テオドール、バイエルン選帝侯（* 1724年）
- 1805年（文化2年1月17日） - 若杉五十八、洋風画家（* 1759年）
- 1819年 - ピエール＝アンリ・ド・ヴァランシエンヌ、画家（* 1750年）
- 1823年 - ヨハン・ゴットフリート・シヒト、作曲家、カペルマイスター、トーマスカントル（* 1753年）
- 1823年 - ピエール＝ポール・プリュードン、画家（* 1758年）
- 1829年 - フランソワ＝ジョセフ・ゴセック、作曲家（* 1734年）
- 1837年 - ゴットフリート・ラインホルト・トレフィラヌス、動物学者（* 1776年）
- 1839年 - ルートヴィヒ・ベルガー、ピアニスト、作曲家（* 1777年）
- 1865年 - ルイ・ピエール・グラチオレ、解剖学者、動物学者（* 1815年）
- 1871年 - フィリップ＝ジャック・ヴァン・ブリー、画家（* 1786年）
- 1883年 - 本多忠紀、泉藩主、江戸幕府若年寄（* 1820年）
- 1887年 - ウィリアム・クラーク・イーストレイク、歯科医（* 1834年）
- 1892年 - ヘンリー・ウォルター・ベイツ、博物学者、昆虫学者、探検家（* 1825年）
- 1894年 - 安井理民、総武鉄道創業者（* 1859年）
- 1907年 - ジョズエ・カルドゥッチ、詩人（* 1835年）
- 1912年 - 聖ニコライ、修道司祭、宣教師（* 1836年）
- 1914年 - 青木周蔵、外交官（* 1844年）
- 1917年 - オクターヴ・ミルボー、小説家、劇作家、評論家（* 1848年）
- 1927年 - フリードリヒ・ライニッツァー（英語版）、植物学者（* 1857年）
- 1932年 - フェルディナン・ビュイソン、哲学者、教育学者、政治家（* 1841年）
- 1944年 - ダーダーサーヘブ・パールケー、サンスクリット学者、映画製作者（* 1870年）
- 1945年 - 尹東柱、詩人（* 1917年）
- 1946年 - エドガー・サイアーズ、フィギュアスケート選手（* 1863年）
- 1951年 - 尾高尚忠、作曲家（* 1911年）
- 1953年 - 宮脇長吉、政治家（* 1880年）
- 1956年 - メーグナード・サーハー、物理学者（* 1893年）
- 1957年 - ジョン・タウンゼント、物理学者（* 1868年）
- 1957年 - ヨゼフ・ホフマン、ピアニスト（* 1876年）
- 1961年 - 齊藤知一郎、実業家、大昭和製紙創業者（* 1889年）
- 1961年 - ダジー・ヴァンス、元プロ野球選手（* 1891年）
- 1970年 - ペイトン・ラウス、医学者（* 1879年）
- 1970年 - 江木理一、軍人、アナウンサー（* 1890年）
- 1971年 - 酒井忠正、政治家、日本中央競馬会理事長（* 1893年）
- 1973年 - シシリー・メアリー・バーカー、挿絵画家（* 1895年）
- 1977年 - 末川博、法学者（* 1892年）
- 1980年 - エーリヒ・ヒュッケル、化学者（* 1896年）
- 1987年 - 坂本太郎、歴史学者（* 1901年）
- 1990年 - 岡本忠成、アニメーション作家（* 1932年）
- 1990年 - キース・ヘリング、画家（* 1958年）
- 1993年 - 岡潤一郎、騎手（* 1968年）
- 1994年 - 近藤元次、政治家（* 1930年）
- 1995年 - 植上健治、元プロ野球選手（* 1955年）
- 1996年 - 山本幸一、政治家（* 1910年）
- 1996年 - ブラウニー・マギー、ブルース歌手、ギタリスト（* 1915年）
- 1997年 - 呉健雄、物理学者（* 1912年）
- 1997年 - 堀込基明、元プロ野球選手（* 1939年）
- 1998年 - 江木武彦、話し方教室主宰（* 1910年）
- 1999年 - フリーツィ・ブルガー、フィギュアスケート選手（* 1910年）
- 2002年 - ピーター・ヴォーコス、陶芸家（* 1924年）
- 2005年 - 河村英文、プロ野球選手（* 1933年）
- 2005年 - マルチェッロ・ヴィオッティ、指揮者（* 1954年）
- 2006年 - 建畠覚造、彫刻家（* 1919年）
- 2007年 - ラルフ・ペンザ、ジャーナリスト（* 1932年）
- 2010年 - 宮内婦貴子、脚本家（* 1933年）
- 2011年 - サンティ・サンタマリア、シェフ（* 1957年）
- 2012年 - 淡島千景、俳優（* 1924年）
- 2012年 - ゲイリー・カーター、元プロ野球選手（* 1954年）
- 2016年 - ブトロス・ブトロス＝ガーリ、第6代国連事務総長（* 1922年）
- 2016年 - はかま満緒、放送作家（* 1937年）
- 2017年 - ディック・ブルーナ、絵本作家（* 1927年）
- 2017年 - 船村徹、作曲家（* 1932年）
- 2017年 - 鈴木伸夫、元アナウンサー（* 1948年）
- 2018年 - 井上喜久子、馬場馬術選手（* 1924年）
- 2018年 - 田宮榮一、元警察官、実業家（* 1932年）
- 2018年 - バーバラ・アルストン、歌手（* 1943年）
- 2018年 - 不破信彦、開発経済学者（* 1961年）
- 2019年 - 李鋭、歴史家、政治家（* 1917年）
- 2019年 - 八代健三郎、実業家（* 1920年）
- 2019年 - 西田秀穂、美術史家（* 1922年）
- 2019年 - リチャード・ガードナー、経済学者、外交官（* 1927年）
- 2019年 - ドン・ブラッグ、陸上選手（* 1935年）
- 2019年 - ブルーノ・ガンツ、俳優（* 1941年）
- 2020年 - ハリー・グレッグ、元サッカー選手、指導者（* 1932年）
- 2020年 - ゾーイ・コールドウェル、女優（* 1933年）
- 2020年 - マリオ・カンドゥッチ、カトリック神父（* 1934年）
- 2021年 - 渡邊五郎、実業家（* 1934年）
- 2021年 - 尾高惇忠、作曲家（* 1944年）
- 2021年 - ジョアン・マルガリット・イ・コンサルナウ、建築家（* 1938年）
- 2021年 - クリスティーン・アン・ロルセス、歌手（* 1952年）
- 2022年 - 石井公一郎、実業家（* 1923年）
- 2022年 - ルイージ・デ・マジストリス、カトリック教会聖職者（* 1926年）
- 2022年 - クリスティナ・カルデロン、チリ・ヤーガン族の女性、ヤーガン語を母語言語とする最後の人物（* 1928年）
- 2023年 - 伊東忠昭、銀行家（* 1949年）
- 2023年 - 黒崎真音、歌手（* 1988年）
- 2023年 - ミシェル・ドヴィル、脚本家、映画監督（* 1932年）
- 2023年 - ティム・マッカーバー、元プロ野球選手（* 1941年）
- 2023年 - マイク・モティ、ギタリスト（* 1957年）
- 2024年 - 吉田彰、ベーシスト（チューリップ）（* 1948年）
- 2024年 - 叶井俊太郎、映画プロデューサー（* 1967年）
- 2024年 - アレクセイ・ナワリヌイ、弁護士、政治活動家（* 1976年）
- 2025年 - 宮脇修、海洋堂創業者（* 1928年）
- 2025年 - 大澤英雄、サッカー選手（* 1936年）
- 2025年 - 島津幸広、政治家、ジャーナリスト（* 1956年）

## 記念日・年中行事
- リトアニア国家再建記念日（ リトアニア）
1918年のこの日、ポーランド・リトアニア分割でロシア帝国領となっていたリトアニアが独立を宣言した。
- 光明星節（ 北朝鮮）
1942年のこの日、金正日総書記が雪深い白頭山の秘密基地にある小屋で誕生したことを記念。朝鮮民主主義人民共和国の祝日。
- ニコライ祭（日本ハリストス正教会）
聖ニコライが1912年2月16日に亡くなったことを記念したもの。
- 寒天の日（ 日本）
長野県茅野商工会議所と長野県寒天加工業協同組合が制定。2005年のこの日、NHKテレビ『ためしてガッテン』で寒天が取り上げられたことを記念した[13][14]。
- 天気図記念日（ 日本）
1883年2月16日に日本初の天気図が作成されたことに由来[15][16][17][18]。
- 日蓮聖人降誕会（日蓮宗各派）
日蓮宗の宗祖日蓮聖人は、貞応元年（承久4年）2月16日（新暦1222年3月30日）、現在の千葉県鴨川市小湊で誕生[16][19]。これを記念し、生誕地である千葉県の誕生寺や山梨県の久遠寺などでは、日蓮聖人降誕会が執り行われる[20][21]。